# Christopher Nyrop
 Der er flere personer med dette navn, se Kristoffer Nyrop.
Christopher Nyrop (født 29. marts 1680 i Lødingen, død 29. marts 1733 i Kristiansand) var en norsk biskop.
Nyrops fader, Hans Nyrop (død 1700), var sognepræst. Moderen hed Benedicte Mikkelsdatter Storm. Han deponerede fra Bergens Skole 1697, fik attestats 1700 og blev 1705 personel kapellan hos sognepræst Poul Hansen Glad i Ejd (Nordfjord). Da denne (1708) var dømt fra embedet for dokumentfalsk, drog Nyrop til København og blev 1710 skibspræst, 1711 sognepræst til Herrested, 1714 til Nyborg og samme år magister.
21. juni 1720 blev han udnævnt til biskop i Kristiansand, og i denne stilling døde han på sin 53 års fødselsdag. Der foreligger intet trykt fra hans hånd, men efter alt, hvad der kan ses af hans embedsskrivelser med mere, må han have været en ivrig, alvorlig og myndig biskop af den gamle ortodokse skole. Hans iver for katekisationen kunde måske tyde på, at han ikke var upåvirket af tidens pietistiske luftninger, medens hans forsøg på at holde det gamle skriftemål oppe ikke var forenet med nogen tanke om konfirmationen, der allerede holdt på at arbejde sig frem hos pietistiske præster.
At han var en kraftig mand, der forstod at bruge myndigheden med visdom, måatte komme vel med, da der i menighederne var megen råhed, elendighed og last, og han derhos havde møje med enkelte af sine undergivne embedsmænd. Der ses ikke andet, end at han klarede vanskelighederne godt. Holberg berømmer ham som en klog og veltalende mand, der var en fader for sine præster. Gift 1. (1706) med Malene, født Glad (død 1707), datter af ovennævnte sognepræst Poul Glad og Malene Rasmusdatter, 2. med Elisabeth Kirstine, født Hiort (født 1690, død på Norderhov 21. august 1755), datter af Hans Gregersen Hiort, sognepræst til Stenstrup, og Ellen Poulsdatter Boesen.